# ふたりの距離の概算
『ふたりの距離の概算』（ふたりのきょりのがいさん）は、2010年に角川書店から刊行された米澤穂信の推理小説。『〈古典部〉シリーズ』第5弾。
「本格ミステリ・ベスト10」2011年版で第11位に選出された。

## 概要
『野性時代』2009年11月号から2010年4月号まで連載され、2010年6月に単行本化、2012年6月22日に文庫版が発売され、英題は「It walks by past」。2012年に『〈古典部〉シリーズ』のアニメ化作品『氷菓』が放送されている間、裏面にアニメ版の表紙を飾ったリバーシブルカバー仕様となった文庫版が発売された。本作はマイクル・Z・リューイン著『A型の女』の英題「Ask the Right Question」から想像した内容を元に、構想段階でスティーヴン・キング著『死のロングウォーク』も意識して作られている。
本作から古典部は高校2年生に進級、古典部2年生5月末のマラソン大会を基点に、それ以前の出来事を連作短編形式の回想として描く。

## あらすじ
奉太郎達古典部も2年生に進級してからの5月末、神山高校で20キロメートルを走るマラソン大会、通称「星ヶ谷杯」が開催された。だが、その前日古典部では、新1年生の新入部員・大日向友子が本入部届提出直前となって入部を辞退する事件が起きていた。部室でのえるとのやりとりがきっかけにあるようだが、一緒に部室にいた奉太郎は一部始終を聞いておらず、さらに大日向は部室から去った後、摩耶花にえるは菩薩みたいな人だというような謎の言葉を残していた。この一件で大日向と向き合う決心をした奉太郎は、入部届締切日である「星ヶ谷杯」の20キロメートルを走る間、これまで大日向と関わってきた出来事を思い出しながら、大日向の心境の変化の理由を探っていく。

### 各章ストーリー
一章 入部受付はこちら
新入生勧誘週間の時期、前日に里志の話術で新入生に向けての部活のアピールを乗り切った後の最後の金曜日、校舎前の前庭で割り振られたテーブルの下で最後の勧誘活動を始めた奉太郎とえる。だが古典部のテーブルに立ち寄る新入生は誰もおらず、退屈な時を過ごす中、製菓研究会のテーブルに目を向けたえるがテーブルに置かれたカボチャを見て違和感を覚えたことから、奉太郎とえるはその違和感の謎について推理していく。やがて一部始終を聞いていた大日向も謎解きに加わり、製菓研究会の勧誘の裏を読み解いていった。
マラソンで摩耶花と合流した奉太郎。摩耶花から大日向の発した言葉について具体的に聞くと、大日向が言ったのは「千反田先輩は菩薩みたいに見える」ということだった。
二章 友達は祝われなきゃいけない
姉・供恵が購入し、リビングの蛍光灯の点灯用に改造された招き猫が置かれた折木家で、供恵から午後2時半まで留守番するように指示された奉太郎。奉太郎がその時間まで家にいると、突然えると里志・摩耶花・大日向が、大日向の提案で奉太郎の誕生会を開くために家に遊びにやってきた。誕生会では、摩耶花と大日向のチーズ嫌いの話から、誰も奉太郎の家まで来たことがないのにどうやって来られたのかということに話題が向けられる。奉太郎は誕生会の間中、未だに鎮座する招き猫が示す真実が公にならないかが気がかりとなっていた。
マラソンで総務委員として監督役で見回りをしている里志と合流した奉太郎は、「外面（げめん）は菩薩の如くなら、内心は夜叉」と聞かされる。
三章 とても素敵なお店
大日向に差し出された県外の珍しいスナック菓子を食した条件として古典部一行は大日向の従兄が開店を控える喫茶店のモニター役を引き受けることに。週刊誌に載っていた「水筒社事件」という詐欺事件の話題に触れたり、ジャムとクリーム付きのスコーンを食べたりする中、所用で遅れてやってきたえるの一言から、工事の関係で看板が掛けられていなかった喫茶店の名前は何なのかという疑問が浮かび上がり、そこから店主からのヒントを頼りに奉太郎達は喫茶店の名前当てに興じていった。その中で、大日向はえるに阿川を知っているかと質問し、えるが1年A組の阿川佐知だと答えると、なぜか大日向は黙り込んでしまった。
このときのことを走りながら思い出す奉太郎は、ここでの出来事で一つおかしいと思うところに気付いていく。
四章 離した方が楽
坂道を下って陣出に差し掛かった奉太郎は、バス停でえるが来るのを待ちながら、大日向にとっての最後の藁となったえるとの昨日の出来事の回想に取り掛かる。
その日、部室に向かった奉太郎は、空き教室の桟にぶら下がっている大日向に出くわした。しばし言葉を交わして2人がえるのいる部室に入ってしばらく経った頃、文庫本に夢中になっていた奉太郎は、えるが「はい」という一言を発してから、大日向が部室からいないことやえるが不思議な動作をしていたことに気付く。そして摩耶花から大日向が入部しないと聞かされる。
えると合流した奉太郎は、えるが昨日取った行動を読み解いた上で、えるの誤解を解いていく。その後、えるが大日向と最後に交わした、摩耶花が漫研を辞めたことに関する会話を聞く。
五章 ふたりの距離の概算
える・里志・摩耶花に事実確認をしながら大日向と過ごした出来事から1つの推理に辿り着いた奉太郎は、大日向と対峙する。マラソンコースの抜け道の中、奉太郎はその推理を元にえるとの行き違いの原因、そして大日向の抱えている問題に触れていく。

### 結末
大日向は何か意見を伝えているときに時折枕詞に「友達が言っていた」と付けて話していた。今まで婉曲に自分の意思を述べていると考えていた奉太郎は、大日向が言ったこととは違うことをしていたある場面から、その「友達」が実在の人物で、高校に入って友達はいないと語っていたことなどから、その「友達」は鏑矢中学時代に塾で知り合ったか3年生になってから鏑矢中学に転校してきた子で、神山高校とは別の高校に進んでおり、大日向にとって周囲に知られたくない存在だったと推理する。
そして奉太郎の誕生会で、里志にえるの人脈の広さを強調されたことも相まって、千反田家との繋がりから奉太郎達の鏑矢中学時代のクラスメイトまで知っているえるを、大日向は「友達」の存在を知っているのではと疑心暗鬼に陥り恐れていた。喫茶店での阿川を知っているかとの質問はえるの交友の広さを確かめるために発せられたものだった。さらに決定的になったのは、放課後の会話で摩耶花が人間関係の縺れから漫研を辞めてよかったと肯定するえるの言葉を、大日向は「友達を見捨てたほうがいい」と言われていると捉えてしまっていた。
大日向の羽振りのいい趣味・嗜好の起因でもある彼女の「友達」は、自我が強く、大日向と遊ぶためには手段に躊躇しない性格で、大日向と遊ぶ金欲しさにお金持ちである祖父から大金を騙し取っていた。大日向はその「友達」とは別の高校に進学したものの、そのときに学校は別々になっても友達だともう一度約束しており、「友達」の罪や関係、そしてえるにそのことを指摘されることを恐れていた。
奉太郎は大日向のえるへの誤解を解いたものの、大日向が抱える問題を解決に導くことは出来ず、結局大日向はえるに謝る気持ちだけは伝えて古典部に入部しなかった。里志に結果だけ伝えた奉太郎は自分のいる世界の外の問題に関わることについて考え悩んでいく。そして大日向がえるを警戒するきっかけとなった「惣多」という言葉と大日向が「友達」をその子と言いかけてあの子と言い直したことから大日向の友達が「ソウダ ソノコ」といった名前ではないかとも思い浮かべていた。その後奉太郎は、後ろに置いてきた大日向との距離がどれぐらいのものか、もう概算のしようもないと思いながら、マラソンに戻っていった。

## 登場人物
折木 奉太郎
神山高校2年A組・古典部員。省エネを生活のスタンスとし、「やらなくてもいいことならやらない。やらなければいけないことなら手短に。」がモットー。
千反田 える
神山高校2年H組・古典部員。実家は豪農で、その家の関係から様々な付き合いがある。清楚な令嬢だが、あらゆる謎に興味と好奇心を持ち「私、気になります」の一言を発して奉太郎にその解明を迫る。
福部 里志
神山高校2年D組・古典部員・総務委員会副委員長。奉太郎の親友。豊富な知識に通じている自称「データベース」。古典部以外に所属する総務委員会で、2年生進級後に副委員長となり、総務委員会が運営する星ヶ谷杯ではマラソンに参加せず、総務委員の監督役を務める。
伊原 摩耶花
神山高校2年C組・古典部員。漫画研究会にも籍を置いていたが部内の関係のもつれから退部している。奉太郎の小学時代からの幼馴染だが関係性は希薄。里志に好意を寄せており、里志を追って古典部に入部する。背丈や容姿は子供らしい印象を与えるが、奉太郎に「寸鉄」と形容される毒舌を秘める。
入須 冬実
神山高校3年（クラスは不明）。市内の総合病院「恋合（れんごう）病院」の病院長の娘。「女帝」と渾名されるほどの高い人心掌握能力とリーダーシップを持つ。大日向いわく「医者のタマゴみたいなひと」で、食中毒を起こしたお料理研部員の応急手当てをした。
折木 供恵
奉太郎の姉。奉太郎とは対照的にアクティブで、金を貯めては世界を旅して回っている。
大日向 友子（）
神山高校1年B組。鏑矢中学校出身。短く切った髪の活発な少女で肌は浅黒く日焼けしている。「友達が言っていた」と前置きして意見を言う癖があり、「名札を出さないのは後ろ暗いやつ」「腐ったミカンと牛乳は捨てるべき」などの持論を述べる。スキーやライブに行ったり、高級ジャムのことを知っていたりと趣味は幅広い。得意科目は国語。
大日向の従兄
喫茶店の開店を控えている喫茶店の店主。一見愛想がないように見えるが、大日向とは「友子ちゃん」「兄ちゃん」と呼び合いフランクに付き合える関係。「あゆみ」という恋人がいる。